# Kenta Ichimiya
Kenta Ichimiya (japanisch 一宮 憲太 Ichimiya Kenta; * 24. Februar 1998 in der Präfektur Tokio) ist ein japanischer Fußballspieler.

## Karriere
Kenta Ichimiya erlernte das Fußballspielen in der Schulmannschaft der Kiryu Daiichi High School sowie in der Universitätsmannschaft der Heisei International University. Von April 2020 bis Juni 2020 war er vertrags- und vereinslos. Am 1. Juli 2020 ging er nach Australien. Hier spielte er für den Bellambi FC. Im Januar 2021 kehrte er nach Japan zurück. Hier unterschrieb er einen Vertrag beim YSCC Yokohama. Der Verein aus Yokohama, einer Stadt in der Präfektur Kanagawa, spielte in der dritten japanischen Liga, der J3 League. Sein Drittligadebüt gab Kenta Ichimiya am 14. März 2020 im Heimspiel gegen Kataller Toyama. Hier wurde er in der 79. Minute für Hayato Ikegaya eingewechselt. Für Yokohama absolvierte er 2021 sieben Drittligaspiele. Nach einer Saison wechselte er im Januar 2022 zum Viertligisten Tōkyō Musashino United FC. Hier stand er bis Ende 2024 unter Vertrag und absolvierte 50 Ligaspiele. Nach der Saison 2024 wurde sein Vertrag nicht verlängert.